# Koritno, Bled
Koritno este o localitate din comuna Bled, Slovenia, cu o populație de 222 de locuitori.